# Peter Unger (przedsiębiorca)
Peter Unger (ur. 1944) – niemiecki przedsiębiorca, założyciel niemieckiego holdingu Auto-Teile-Unger (ATU) skupiającego firmy branży motoryzacyjnej, które świadczą usługi w zakresie naprawy, serwisu samochodowego i sprzedaży części samochodowych. W latach 90. XX wieku rozpoczął działalność inwestycyjną w krajach Europy Środkowej i Wschodniej. W 2004 r. wycofał się z branży motoryzacyjnej i sprzedał udziały w ATU. Od tego czasu formalnie pozostaje rentierem.
Przez dwutygodnik Forbes uznany za miliardera i klasyfikowany wśród 1000 najbogatszych ludzi na świecie.